# 125-й меридіан західної довготи
125-й меридіан західної довготи — лінія довготи, що лежить на 125 градусів західніше Гринвіцького меридіана. Вона проходить від Північного полюса через Північний Льодовитий океан, Північну Америку, Тихий океан, Південний океан та Антарктиду до Південного полюса.
125-й меридіан західної довготи формує велике коло разом із 55-тим меридіаном східної довготи.

## Список географічних об'єктів, що перетинає 125° зх. д.
Починаючи на Північному полюсі та рухаючись до Південного полюса, 125-й меридіан західної довготи проходить через:
| Координати                                                   | Країна, територія або море | Примітки |
| ------------------------------------------------------------ | -------------------------- | --- |
| 90°0′ пн. ш. 125°0′ зх. д. / 90.000° пн. ш. 125.000° зх. д.  | Північний Льодовитий океан | |
| 76°1′ пн. ш. 125°0′ зх. д. / 76.017° пн. ш. 125.000° зх. д.  | Море Бофорта               | |
| 72°52′ пн. ш. 125°0′ зх. д. / 72.867° пн. ш. 125.000° зх. д. | Канада                     | Північно-Західні території — проходить через острів Бенкс                                                                                             |
| 71°53′ пн. ш. 125°0′ зх. д. / 71.883° пн. ш. 125.000° зх. д. | Затока Амундсена           | |
| 70°11′ пн. ш. 125°0′ зх. д. / 70.183° пн. ш. 125.000° зх. д. | Канада                     | Північно-Західні території — проходить через Велике Ведмеже озеро Юкон Британська Колумбія — проходить через материк та острови Раза[en] і Кортес[en] |
| 50°5′ пн. ш. 125°0′ зх. д. / 50.083° пн. ш. 125.000° зх. д.  | Протока Джорджія           | |
| 49°48′ пн. ш. 125°0′ зх. д. / 49.800° пн. ш. 125.000° зх. д. | Канада                     | Британська Колумбія — проходить через Кортні на острові Ванкувер                                                                                      |
| 48°42′ пн. ш. 125°0′ зх. д. / 48.700° пн. ш. 125.000° зх. д. | Тихий океан                | Проходить західніше мису Алава[en], Вашингтон, США Проходить західніше острова Дюсі, Піткерн                                                          |
| 60°0′ пд. ш. 125°0′ зх. д. / 60.000° пд. ш. 125.000° зх. д.  | Південний океан            | |
| 73°17′ пд. ш. 125°0′ зх. д. / 73.283° пд. ш. 125.000° зх. д. | Антарктида                 | Проходить через Землю Мері Берд, на яку жодна країна не претендує                                                                                     |